# Spanische Rollhockeynationalmannschaft der Männer

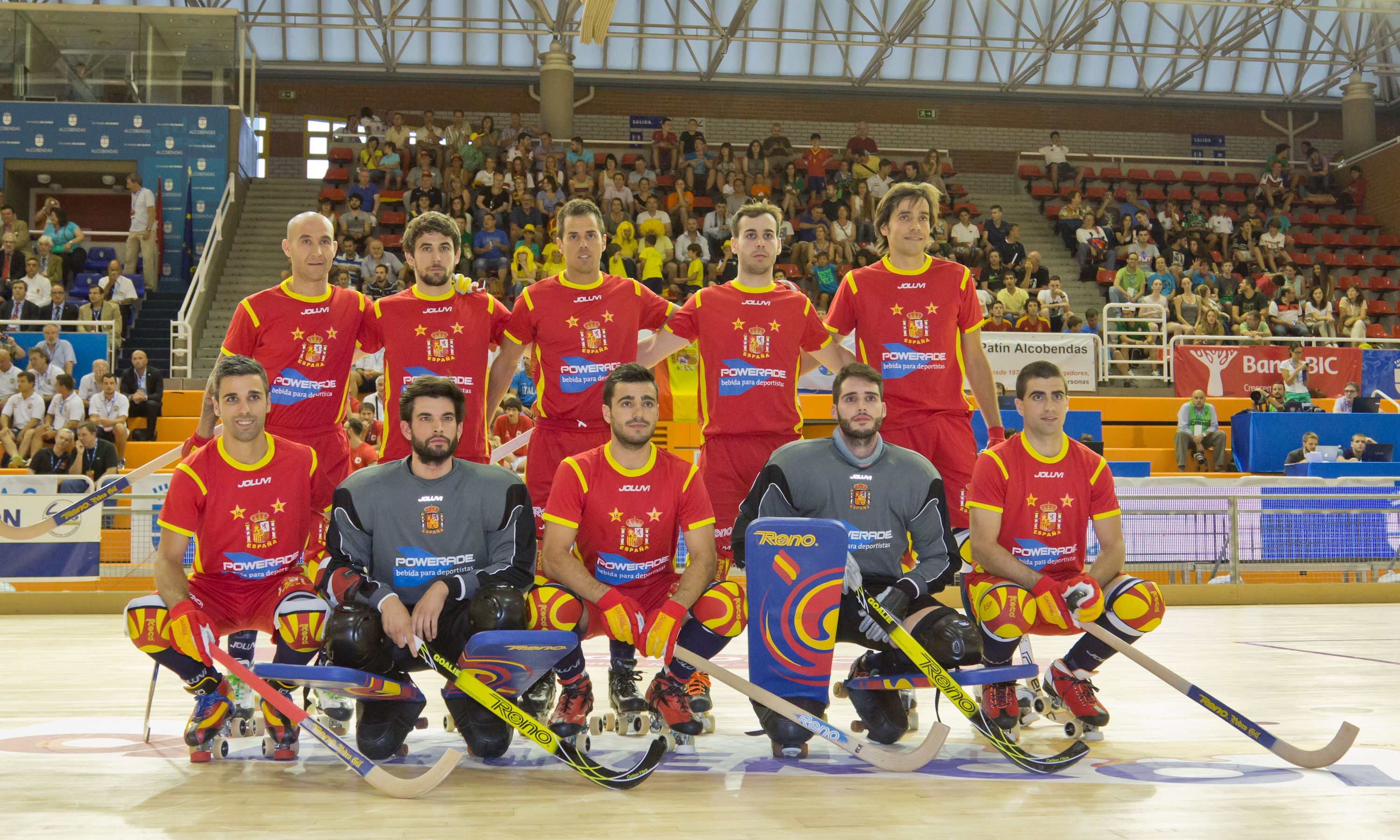
Spanische Nationalmannschaft bei der Europameisterschaft 2014 in Alcobendas.

Die spanische Rollhockeynationalmannschaft der Männer (span. Selección masculina de hockey sobre patines de España) ist eine Auswahl spanischer Spieler in der Sportart Rollhockey (span. Hockey sobre patines). Sie repräsentiert die Real Federación Española de Patinaje (RFEP, Königlich-spanischer Rollsportverband) auf internationaler Ebene, zum Beispiel bei Weltmeisterschaften, Europameisterschaften sowie dem Nationenpokal.

## Geschichte
Das erste offizielle Länderspiel bestritten die Spanier am 17. Mai 1947 im Zuge der Weltmeisterschaft in Lissabon gegen die Schweiz, das Match endete mit einem 2:1-Sieg der Iberer, die das Turnier letztlich auf dem dritten Platz hinter Portugal und Belgien beendeten. Der erste Welt- und Europameistertitel (von 1939 bis 1956 wurden beide Titel in einem Turnier vergeben) gelang bereits vier Jahre später im heimischen Barcelona. Seither entwickelte sich Spanien zu einer der dominierenden Nationen im Rollhockeysport und ist mit 16 Goldmedaillen (Stand: Juni 2014) bei Weltmeisterschaften Rekordsieger. Darüber hinaus konnte die Auswahl auch 16 Mal die Europameisterschaften für sich entscheiden und ist damit sowohl nach WM- als auch nach EM-Titeln das erfolgreichste Nationalteam Spaniens in einem Mannschaftssport. Beim prestigeträchtigen Nationenpokal im schweizerischen Montreux konnte das Team bislang ebenfalls 16 Siege feiern.
Bei den Olympischen Spielen 1992 in Barcelona war Rollhockey Demonstrationssportart, die Spanier erreichten das Finale, unterlagen dort jedoch Argentinien mit 6:8.

## Erfolge
- Weltmeister (16): 1951, 1954, 1955, 1964, 1966, 1970, 1972, 1976, 1980, 1989, 2001, 2005, 2007, 2009, 2011, 2013
- Europameister (16): 1951, 1954, 1955, 1957, 1969, 1979, 1981, 1983, 1985, 2000, 2002, 2004, 2006, 2008, 2010, 2012
- Nationenpokal (16): 1952, 1957, 1959, 1960, 1975, 1976, 1978, 1980, 1991, 1995, 1999, 2000, 2001, 2003, 2005, 2007